# テイナーズ
テイナーズ株式会社は、日本の東京都新宿区に本社を置く芸能タレント文化人専門プロダクション。2018年設立。テイナーズプロダクションとも表記する場合がある。

## 概要
萩本欽一「欽ちゃんのドーンとプラチナ!」などを手掛けた、番組プロデューサー今井まことが、芸能タレント文化人をマネージメントするために設立した会社である。

## 登記情報
- 会社法人等番号 : 0300-01-127846
- 商号 : テイナーズ株式会社
- 本店 : 東京都新宿区西新宿7丁目4-7
- 公告をする方法 : 官報に掲載してする。
- 会社成立の年月日 : 平成30年10月11日
- 目的

1. 芸能事務所の経営
2. 教材の企画、販売
3. 各種セミナーの企画、開催
4. ITに関するシステム、ソフトウェア等の開発及び運営
5. 美容・ダイエット等に関する教室運営
6. 音楽制作・音楽流通販売・イベントの企画
7. 前各号に附帯する一切の業務

- 発行可能株式総数 : 1万株
- 発行済株式の総数並びに種類及び数 : 発行済株式の総数 200株
- 資本金の額 : 金200万円
- 株式の譲渡制限に関する規定 : 当会社の株式を譲渡により取得するには、当会社の承認を要する。
- 役員に関する事項
  - 取締役 : 今井信
- 登記記録に関する事項 : 設立 平成30年10月11日登記

## 主な所属タレント・アーティスト
- 武沢豊（安全地帯 ギター）
- 岡野あつこ（離婚カウンセラー）
- 鶴間政行（放送作家）
- 芳田マサヒロ（筆跡診断士 ）
- 朝倉真弓（グレイヘアリスト、セカンドライフコーディネイター）

## コンテスト
- 第1回芸能タレント文化人コンテスト2020 (2019年11月16日)